# Consonante implosiva bilabial sorda
Una consonante implosiva bilabial sorda es un sonido consonántico raro, que se usa en algunos idiomas hablados. El símbolo en el Alfabeto Fonético Internacional que representa este sonido es ⟨ɓ̥⟩ o ⟨pʼ↓⟩. Una carta IPA dedicada, ⟨ƥ⟩, fue retirada en 1993.

## Características
Características de la implosiva bilabial sorda:
- Su forma de articulación es oclusiva, lo que significa que se produce al obstruir el flujo de aire en el tracto vocal. Dado que la consonante también es oral, sin salida nasal, el flujo de aire se bloquea por completo y la consonante es oclusiva.
- Su lugar de articulación es bilabial, lo que significa que se articula con ambos labios.
- Su fonación es sorda, lo que significa que se produce sin vibraciones de las cuerdas vocales.
- Es una consonante oral, lo que significa que el aire solo puede escapar por la boca.
- Debido a que el sonido no se produce con el flujo de aire sobre la lengua, la dicotomía central-lateral no se aplica.
- El mecanismo de la corriente de aire es implosivo (ingreso glótico), lo que significa que se produce aspirando aire bombeando la glotis hacia abajo. Como no tiene voz, la glotis está completamente cerrada y no hay ninguna corriente de aire pulmonar.

## Ocurrencia
Un sonido raro y evidentemente inestable, / ɓ̥ / se encuentra en el serer de Senegal, el dialecto Owere de Igbo en Nigeria y en algunos dialectos de las lenguas poqomchi y quiché de Guatemala.